# Lara Wurmer
Lara Alexandra Wurmer (* 1. Dezember 1993 in München) ist eine deutsche Synchronsprecherin.

## Leben
Wurmer begann im Alter von neun Jahren mit der Synchronisation, dabei lieh sie ihre Stimme unter anderem Dakota Fanning, Abigail Breslin, Sofia Vassilieva, AnnaSophia Robb, Emma Roberts sowie dem Welpen Rosebud in den Buddie-Filmen.

## Synchronarbeiten
- 1998: Und ganz plötzlich ist es Liebe … (Kuch Kuch Hota Hai) als Anjali Khanna
- 1999–2010: Law & Order in diversen Rollen
- 2001–2004: The Guardian – Retter mit Herz als Kalaya
- 2002: Die Brady Familie im Weißen Haus (The Brady Bunch in the White House) als Cindy Brady
- 2002: Der Schmetterling (Le Papillon) als Elsa
- 2003: Kampfstern Galactica als Cami
- 2003: Liebe auf Französisch als Camille
- 2004: Resident Evil: Apocalypse als Angie Ashford
- 2004: Unsere kleine Farm (TV-Dreiteiler) als Laura Ingalls
- 2004: Kleine Einsteins (Little Einsteins) als Annie
- 2004: Liebe auf Umwegen (Raising Helen) als Sarah Davis
- 2004: Jersey Girl als Gertie Trinke
- 2004–2011: Rescue Me als Katy Gavin
- 2004: 5ive Days to Midnight als Jesse Neumeyer
- 2004–2009: Stargate Atlantis als Prinzessin Harmony
- 2004–2007: 4400 – Die Rückkehrer (The 4400) als Maya
- 2005: Heidi als Heidi
- 2005: Morgen, Findus, wird’s was geben als Josefina
- 2005: Felix – Ein Hase auf Weltreise als Lena
- 2005: Krumme Dinger am Bosporus als Nazli No
- 2005–2009: Mensch, Derek! als Lizzie MacDonald
- 2006: Air Buddies – Die Welpen sind los als Rosebud
- 2006: Santa Clause 3 – Eine frostige Bescherung (The Santa Clause 3: The Escape Clause) als Lucy Miller
- 2006–2011: Hannah Montana als Angela Vitolo
- 2006–2008: Kuzcos Königsklasse als Chaca
- 2007: Die Brücke nach Terabithia (Bridge to Terabithia) als Leslie Burke
- 2007: Königreich Arktis (Arctic Tale, Dokumentarfilm) als Seela
- 2007: Plötzlich Star – Eine moderne Mark Twain Geschichte als Sandy
- 2007: Der Glücksbringer als Gothic Girl
- 2008: Winged Creatures als Anne Hagen
- 2008: Snow Buddies – Abenteuer in Alaska als Rosebud
- 2009: Space Buddies – Mission im Weltraum als Rosebud
- 2009: Santa Buddies – Auf der Suche nach Santa Pfote als Rosebud
- 2009: Hachiko – Eine wunderbare Freundschaft (Hachiko: A Dog’s Story) als Heather
- 2009–2010: Die Säulen der Erde als Martha
- 2010: Shake It Up – Tanzen ist alles (Shake it up) als Savannah
- 2010: Sex&Drugs & Rock & Roll als Jemima
- 2010: Vater hoch vier – Japanisch für Anfänger als Celine
- 2010: Mensch, Derek! Ab in die Ferien als Lizzie MacDonald
- 2011: Spooky Buddies – Der Fluch des Hallowuff-Hunds als Rosebud
- 2011: Die zauberhafte Geschichte der J.K. Rowling als Diane Rowling
- 2012: Treasure Buddies – Schatzschnüffler in Ägypten als Rosebud
- 2012: Highschool of the Dead als Alice
- 2013: Game of Thrones als Mhaegen
- 2013: Peter Pan – Neue Abenteuer in Nimmerland als Cynthia
- 2014: Black Rock Shooter als Kagari
- 2014: Erinnerungen an Marnie als Marnie
- 2015: The Asterisk War als Kirin Toudou
- 2016: Soy Luna als Luna
- 2017: Your Voice: Kimikoe als Shion Yazawa
- 2018: Violet Evergarden als Charlotte Abelfreyja Drossel
- 2018: Pokémon: Der Film - Die Macht in uns als Margo
- 2019: Carole und Tuesday als Tuesday
- 2019: Fruits Basket als Machi Kuragi
- 2022: Reincarnated as a Sword als Fran
- 2023: Sacrifice to the King of Beasts als Alba